# Louis Rossel

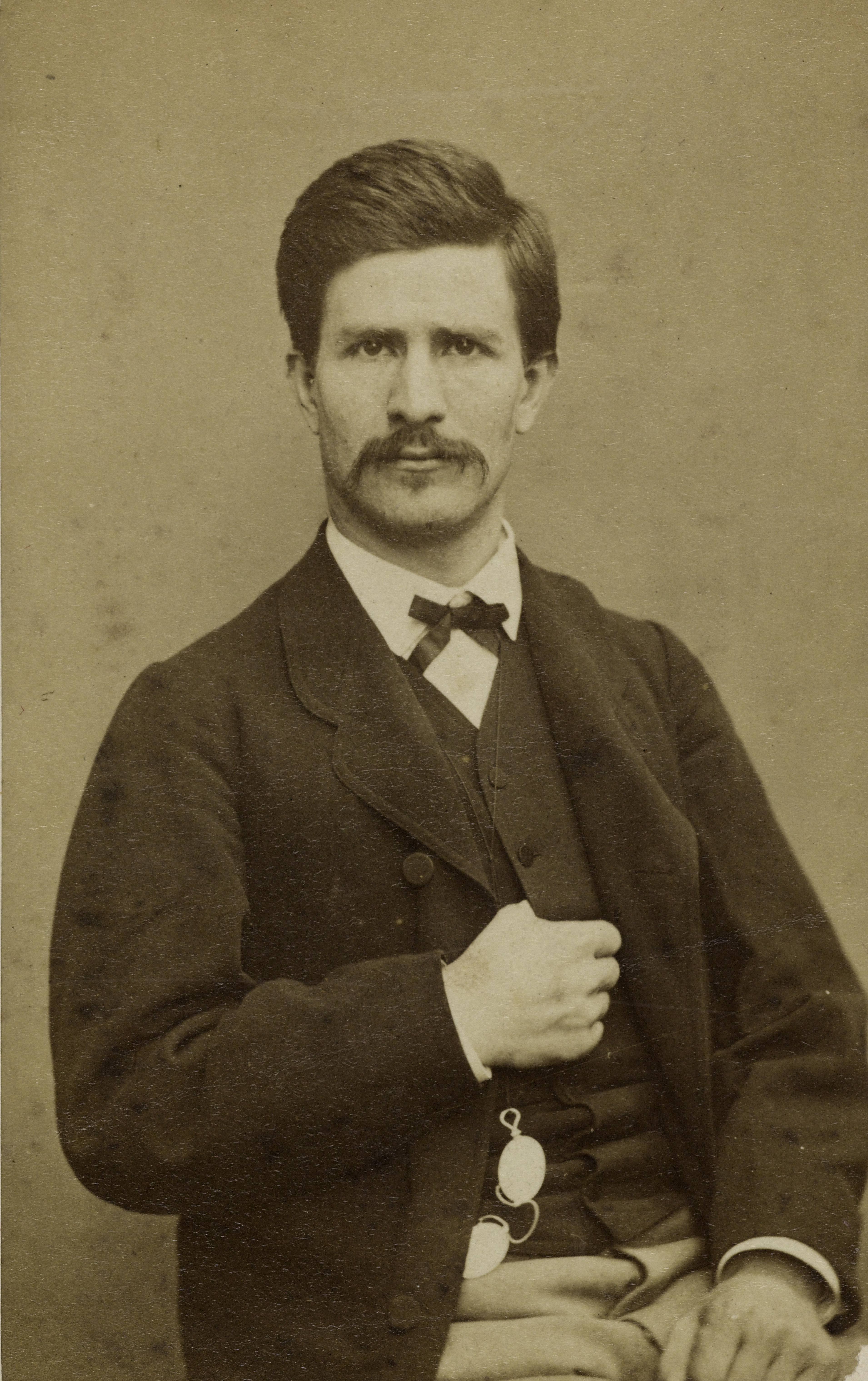
Louis Rossel

Louis Nathaniel Rossel (* 9. September 1844 in Saint-Brieuc; † 28. November 1871 in Versailles) war ein französischer Offizier. Er war einer der wenigen Berufssoldaten und von diesen der ranghöchste, die 1871 der Pariser Kommune beitraten.

## Leben
Er entstammte einer protestantischen republikanischen Familie der Bourgeoisie von Nîmes, sein Vater war Offizier, seine Mutter Schottin. Rossel absolvierte 1862 die École polytechnique und wurde dann selbst Berufssoldat, zuletzt Hauptmann des Geniewesens bei der Armee Mac-Mahons in Metz. Nach deren Kapitulation Arbeit für Léon Gambetta und Charles de Freycinet beim Neuaufbau der Armee, dabei Ernennung zum Oberst. Rossel akzeptierte den Friedensschluss nicht und schloss sich deshalb am 19. März 1871 der Kommune an. Am 22. März wurde er Chef der 17. Legion der Nationalgarde, am 3. April Generalstabschef der Pariser Nationalgarde. Vom 16. bis zum 24. April war er Vorsitzender des Kriegsgerichts, vom 30. April bis 9. Mai „Kriegsminister“ der Kommune. Er blieb auch nach deren Sturz in Paris, wurde am 7. Juni verhaftet und zum Tode verurteilt. Sowohl die Familie als auch Persönlichkeiten des öffentlichen Lebens setzten sich für ihn ein, weshalb die Regierung Thiers ihm anbot, ihn ins Exil zu entlassen. Als er ablehnte, wurde das Urteil durch Erschießung in der Kaserne von Satory in Versailles vollstreckt.